# 阿爾伯特·普瑞伯
阿爾伯特·戴維斯·普瑞伯（Albert Davis Prebble，1873年10月22日—1946年8月27日），是一名英格蘭羽球和網球運動員，也是一位著名的羽球行政人員。
阿爾伯特·普瑞伯在1903年英格蘭羽球隊首次與愛爾蘭隊進行國際比賽時擔任隊長。他在1904年、1907年、1909年三次贏得全英羽球錦標賽男子雙打冠軍，搭檔分別為亨利·諾曼·馬瑞特、諾曼·伍德與法蘭克·卻斯特頓。他還在1909年與朵拉·布思比一起贏得了全英混合雙打冠軍。同年他們兩人也一起參加了溫布頓網球錦標賽混合雙打決賽。
他從1922年至1946年擔任英格蘭羽球協會副主席。